# De Wama's

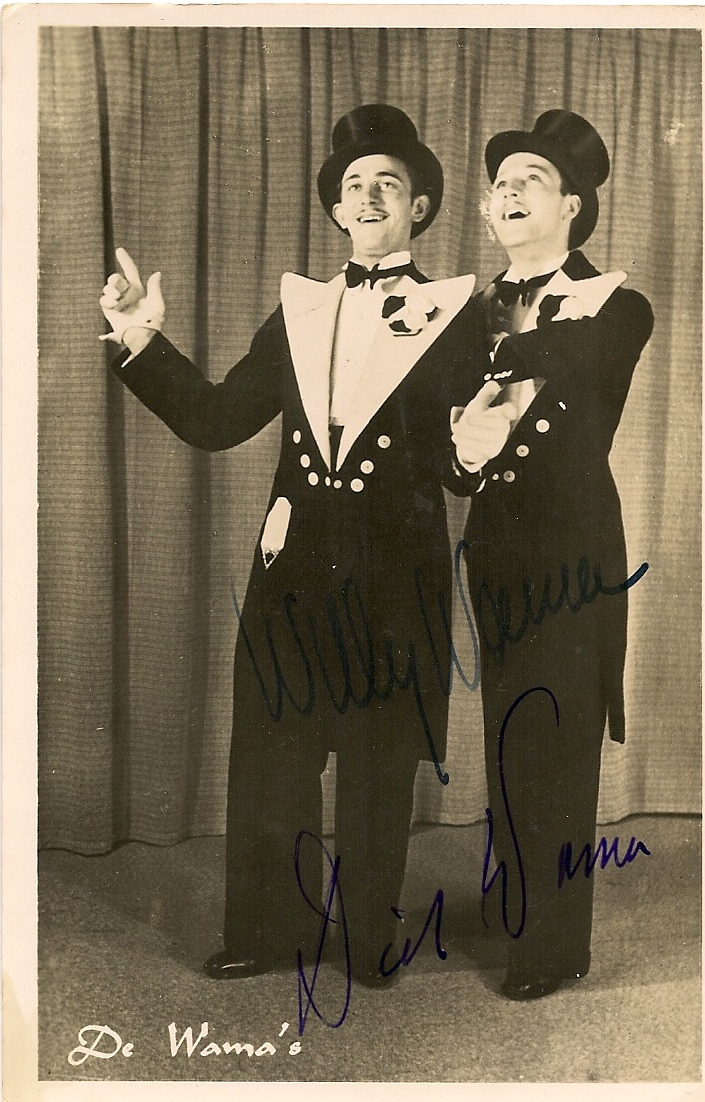
De Wama's begin jaren 40.

De Wama's was een komisch duo, bestaande uit Wim van Wageningen en Dick van der Maat. Het duo was populair in variétés in de jaren 40, 50 en 60 van de 20e eeuw. In maart 1973 gingen de Wama's uit elkaar.

## Biografie
Wim van Wageningen en Dick de Maat leerden elkaar kennen in het leger na de mobilisatie. Ze zaten in het 18e regiment infanterie, gelegerd in Amersfoort. Van Wageningen had daarvoor gewerkt als meubelmaker en De Maat had onder andere betrekkingen als banketbakker, etaleur en loodgieter. In 1940 besloten ze een duo te vormen en artiest te worden. Ze sloten zich aan bij de Nederlandsche Kultuurkamer en konden zo in de oorlogsjaren zonder risico ervaring opdoen. Als naam kozen zij de Wama's, naar de eerste twee letters van hun achternamen, Van Wageningen en Van der Ma'at. Zelf namen zij de aliassen Wim Wama en Dick Wama aan.
Na de oorlog gingen de Wama's verder als beroepsartiesten. Ze profiteerden van de behoefte aan licht amusement die na 1945 ontstaan was. Eind jaren 40 schreven ze het nummer Naar de TT Race over de TT Assen en verwierven daarmee veel bekendheid. Een ander bekend nummer uit die periode was Hotsjek. Het radioprogramma De bonte dinsdagavondtrein, waarin de Wama's af en toe optraden, zorgde voor landelijke bekendheid. Hierdoor werden ze het meest gevraagde duo binnen het schnabbelcircuit. Ze raakten echter overvleugeld door het duo Johnny & Rijk.

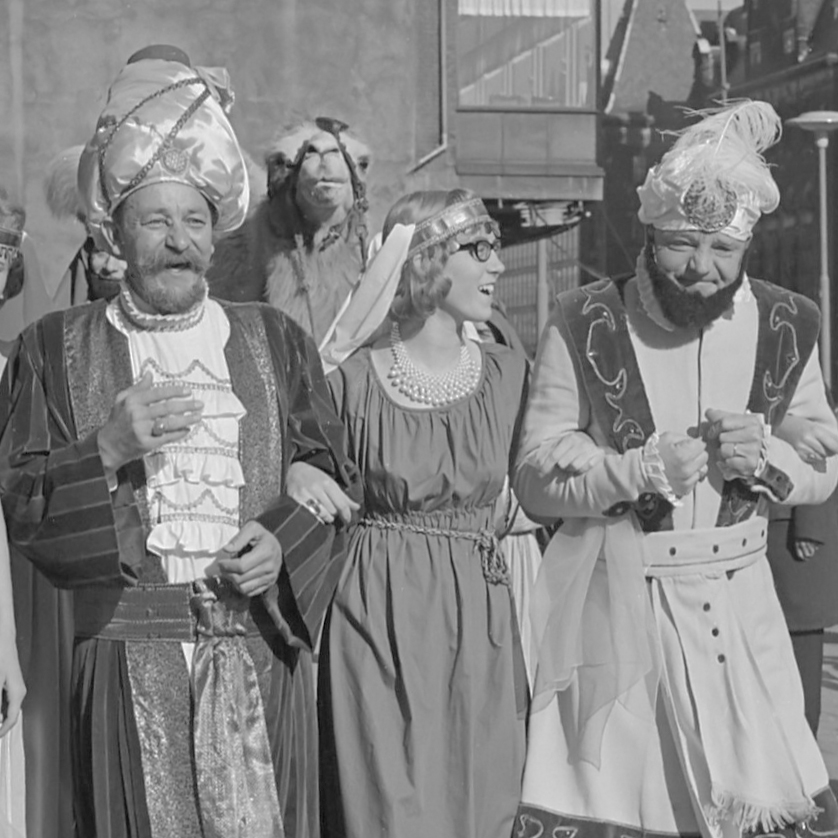
De Wama's (1963)

Vanaf de jaren 60 verminderde de populariteit van variété en daarmee ook van de Wama's. Daarnaast waren ze weinig vernieuwend en in tegenstelling tot bijvoorbeeld De Mounties weinig op televisie te zien. De groep had in die jaren vooral succes met parodieën op bekende nummers en populaire hits. Zo coverden zij in 1960 onder andere Mack the knife van Bobby Darin en Laila van Die Regento Stars. Hun versie van Kriminal tango, destijds een hit in West-Duitsland voor het Hazy Osterwald Sextett, haalde zelfs de hitparade. Andere bekende nummers waren Ping en Pong, over twee tafeltennissende Chinezen en De Badkuipserenade. In 1962 haalden de Wama's nog eens de hitparade door in te spelen op de twistrage. Ze bouwden Franz Liszts Liebestraum om tot de Liebestraum twist. Radio Veronica gebruikte later het begin van dit nummer voor een jingle van de Alarmschijf: "Hé... Let op... Deuren en oren dicht... Hier komt... Veronica's Alarmschijf".
Rond carnaval 1971 hadden de Wama's nog een hitje met Aha dat is Marie. In 2001 zette Vic van de Reijt dat nummer op #76 in zijn Nederlandstalige Cover Top 100. Het was namelijk een cover van het relatief onbekende La petite Marie van Jean Mourou en Nicolas Péridès. Daarna gingen de Wama's zich steeds meer richten op theater. Eind 1971 speelden ze kleine rolletjes in het stuk Liefde is Hadjememaar van het Amsterdams Volkstoneel, onder leiding van Beppie Nooij. Hier bleek dat vooral Wim Wama over goede acteerkwaliteiten beschikte.
In maart 1973 gingen de Wama's uit elkaar. Ze behielden wel hun artiestennamen Wim Wama en Dick Wama. Dick had een alcoholverslaving en had als acteur veel minder succes dan Wim. Later kwam hij ook nog in een rolstoel terecht door een auto-ongeluk. Hij stierf ten slotte op 22 juni 1980 op 63-jarige leeftijd in Amsterdam aan een maagbloeding.
Wim had in de jaren 70 en 80 wél veel succes als acteur, zowel in het theater als in films. Daarnaast was hij stemacteur. Zo sprak hij onder andere de stem in van Jerom en Krimson in de poppenserie Suske en Wiske en was hij te horen in hoorspelen waaronder De Brekers en verschillende buitenlandse tekenfilmseries. Zijn grootste toneelrol was in 1984 de rol van Hadjememaar in de remake van de theaterproductie Liefde is Hadjememaar uit 1971. In 1986 zou hij weer de hoofdrol spelen in In Holland staat een huis, maar hij werd dat jaar ernstig ziek. Op 12 juli van dat jaar overleed hij op 67-jarige leeftijd aan kanker.

## Bezetting
- Wim Wama (Wim van Wageningen)
- Dick Wama (Dick van der Maat)

## Discografie
- 1947 - Roodkapje / ? - 78rpm10"single - DECCA - M 32194
- 1947 - De Bok En De Geit / Loekie - 78rpm10"single - DECCA - M 32296
- 1955 - Ping en Pong / De Kleedjesverkopers - 78rpm10"single - RONDO - VHK 203
- 1960 - Kriminal Tango / Mack The Knife - 7"single - DECCA - FM 264 303
- 1960 - Laila (Nederlandse Versie) / Dromen ('s Träumli) - 7"single - DECCA - FM 264 314
- 1961 - Doet U Mee Met De B.B.? / Strip-Tease Blues - 7"single - DECCA - FM 264 365
- 1962 - Liebestraum Twist / Doe De Kat Van De Kanapee - 7"single - DECCA - FM 264 439
- 1962 - De Badkuipserenade / De Doedelzak Van Ome Piet - 7"single - DECCA - FM 264 458
- 1963 - Daar Moet Je Een Mokummer Voor Wezen / Tiroler Hoed (Tirolerhut) - 7"single - DECCA - AT 10 004
- 1964 - Drie Chinezen (Met Een Contrabas) / Waar Is M'n Mammie? - 7"single - DECCA - AT 10 052
- 1965 - De Hik / Zandlied - 7"single - DECCA - AT 10 139
- 1966 - 25 Jaar Wama's - 12"lp - DECCA - 625 356 QL
- 1966 - Met De School Een Dagje Naar Buiten / Wat Maak Je Me Nou - 7"single - DELTA - DS 1222
- 1971 - A Ha, Dat Is Marie (La Petite Marie) / Mokum Is Kabouterstad - 7"single - CNR - 141 100
- 1971 - Geen Geweld Op Het Voetbalveld / Zondag-'s Morgens - 7"single - CNR - 141 158

## Niet op plaat
- 1948 - Linke Loutje
- 1948 - Loeki
- 1950 - Alles door dat kusje
- 1951 - Oe-la-la
- 1961 - Onze melkboer

### Hitparade
| Single met hitnotering(en) in oude hitlijsten | Datum van verschijnen | Datum van binnenkomst | Hoogste positie | Aantal maanden | Opmerkingen | Bron                 |
| --------------------------------------------- | --------------------- | --------------------- | --------------- | -------------- | ----------- | -------------------- |
| Kriminal tango                                |                       | feb 1960              | 14              | 1M             |             | Muziek Expres Top 15 |
| Liebestraum twist                             |                       | mei 1962              | 21              | 1M             |             | Tuney Tunes Top 30   |

| Single met eventuele hitnotering(en) in de Nederlandse Top 40 | Datum van verschijnen | Datum van binnenkomst | Hoogste positie | Aantal weken | Opmerkingen |
| ------------------------------------------------------------- | --------------------- | --------------------- | --------------- | ------------ | ----------- |
| Aha dat is Marie                                              |                       | 23-1-1971             | 30              | 2            |             |
| Met de school een dagje naar buiten                           |                       | 7-10-1972             | tip             |              |             |

## Anekdote
Bij radio-uitzendingen presteerden de Wama's het om het omroeppersoneel vlak voor een live-uitzending de slappe lach te laten krijgen, om vervolgens zelf met een uitgestreken gezicht aan de uitzending te beginnen.